# Данкур (Приморська Сена)
Данку́р (фр. Dancourt) — муніципалітет у Франції, у регіоні Нормандія, департамент Приморська Сена. Населення — 233 особи (01.01.2021).
Муніципалітет розташований на відстані близько 130 км на північний захід від Парижа, 60 км на північний схід від Руану.

## Історія
До 2015 року муніципалітет перебував у складі регіону Верхня Нормандія. Від 1 січня 2016 року належить до нового об'єднаного регіону Нормандія.

## Демографія
Динаміка населення (INSEE ):
Розподіл населення за віком та статтю (2006):
| Стать | Всього | До 15 років | 15-24 | 25-44 | 45-64 | 65-85 | Понад 85 |
| --- | ------ | ----------- | ----- | ----- | ----- | ----- | -------- |
| Чоловіки | 116    | 16          | 16    | 24    | 28    | 32    | 0        |
| Жінки | 108    | 4           | 28    | 12    | 36    | 24    | 4        |
| \| Статево-вікова піраміда \| Статево-вікова піраміда \| Статево-вікова піраміда \| \| ----------------------- \| ----------------------- \| ----------------------- \| \| Чоловіки \| Вік \| Жінки \| \| 0 \| 85 + \| 4 \| \| 0 \| 80-84 \| 4 \| \| 12 \| 75-79 \| 8 \| \| 8 \| 70-74 \| 12 \| \| 12 \| 65-69 \| 0 \| \| 8 \| 60-64 \| 4 \| \| 8 \| 55-59 \| 16 \| \| 4 \| 50-54 \| 4 \| \| 8 \| 45-49 \| 12 \| \| 16 \| 40-44 \| 8 \| \| 4 \| 35-39 \| 4 \| \| 0 \| 30-34 \| 0 \| \| 4 \| 25-29 \| 0 \| \| 12 \| 20-24 \| 24 \| \| 4 \| 15-20 \| 4 \| \| 4 \| 10-14 \| 4 \| \| 8 \| 5-9 \| 0 \| \| 4 \| 0-4 \| 0 \| |        |             |       |       |       |       |          |
| Статево-вікова піраміда |        |             |       |       |       |       |          |
| Чоловіки | Вік    | Жінки       |       |       |       |       |          |
| 0 | 85 +   | 4           |       |       |       |       |          |
| 0 | 80-84  | 4           |       |       |       |       |          |
| 12 | 75-79  | 8           |       |       |       |       |          |
| 8 | 70-74  | 12          |       |       |       |       |          |
| 12 | 65-69  | 0           |       |       |       |       |          |
| 8 | 60-64  | 4           |       |       |       |       |          |
| 8 | 55-59  | 16          |       |       |       |       |          |
| 4 | 50-54  | 4           |       |       |       |       |          |
| 8 | 45-49  | 12          |       |       |       |       |          |
| 16 | 40-44  | 8           |       |       |       |       |          |
| 4 | 35-39  | 4           |       |       |       |       |          |
| 0 | 30-34  | 0           |       |       |       |       |          |
| 4 | 25-29  | 0           |       |       |       |       |          |
| 12 | 20-24  | 24          |       |       |       |       |          |
| 4 | 15-20  | 4           |       |       |       |       |          |
| 4 | 10-14  | 4           |       |       |       |       |          |
| 8 | 5-9    | 0           |       |       |       |       |          |
| 4 | 0-4    | 0           |       |       |       |       |          |

## Економіка
2010 року серед 134 осіб працездатного віку (15—64 років) 94 були активними, 40 — неактивними (показник активності 70,1%, у 1999 році було 62,0%). З 94 активних мешканців працювало 85 осіб (49 чоловіків та 36 жінок), безробітними було 9 (4 чоловіки та 5 жінок). Серед 40 неактивних 6 осіб було учнями чи студентами, 12 — пенсіонерами, 22 були неактивними з інших причин.

У 2010 році в муніципалітеті числилось 106 оподаткованих домогосподарств, у яких проживали 240,5 особи, медіана доходів виносила 14 945 євро на одного особоспоживача

## Відомі особистості
У поселенні народився:
- Казимир Делямар (1797—1870) — французький політик і вчений-славіст.